# IBM Domino
Pour les articles homonymes, voir Lotus.
IBM Domino, anciennement IBM Lotus Domino avant la publication de la version 9, est un produit d'IBM qui fournit une plateforme de gestion électronique des documents. Il inclut une messagerie électronique et des applications de travail collaboratif. Début décembre 2018, IBM a conclu un accord avec HCL Technologies pour la cession de cette activité.
Le 1er juillet 2019, HCL Technologies, a confirmé la clôture officielle, fin juin 2019, de l'acquisition précédemment annoncée de certains produits IBM, dont Domino.

## Description du produit
Domino est un serveur d'applications pour les clients Lotus Notes mais peut aussi être accessible via un client web. Domino est un serveur de base de documents, il permet de gérer des données de tout type, mais structurées, il utilise pour cela des bases au format NSF.
Depuis la release 7, le serveur Domino peut également utiliser IBM DB2 pour stocker ses données. Lotus Domino fonctionne sur la plupart des systèmes d'exploitation (Windows, Linux, UNIX, AS400...).
Les fonctionnalités de base d'un client Domino sont la messagerie, la gestion d'agenda, de contacts et de tâches. On utilise un client « Designer » pour créer des bases personnalisées, éventuellement à l'aide de "templates" ou modèles.
Grâce à des serveurs applicatifs tiers Serveurs BES de RIM, ou mSuite de CommonTime, les courriels, les événements d'agenda et les tâches peuvent être répliquées sur des assistants personnels (PDA) : BlackBerry de RIM, Windows Mobile, iPhone, iPad, Nokia (grâce à mSuite 5).
La réplication est par ailleurs le point fort des serveurs car elle permet de basculer sur un serveur alternatif en cas de panne.
Enfin, les serveurs Domino sont le cœur de la messagerie instantanée Sametime utilisée dans le monde entier, tant par IBM que par ses clients. Elle est par ailleurs compatible avec AIM.
IBM a investi plus de 100 millions de dollars pour développer la version 8 du logiciel en lui intégrant Lotus Symphony et des fonctionnalités sociales de microblogging. Depuis la version 8.5.3, deux fonctionnalités de Lotus Connections sont comprises dans le produit : connexions files et connexions profiles.
Depuis 2010, IBM encourage ses clients à capitaliser en interne sur des compétences XPages (en), OpenSocial et Rest pour bénéficier des futures fonctionnalités ; ces dernières doivent émerger du projet Vulcan dans la release 9 qui a été annoncée en décembre 2012 en version bêta.

## Principaux produits concurrents
- Mail Server, Address Book Server, iCal Server et iChat Server (Apple)
- Microsoft Exchange Server
- Oracle Communications Unified Communications Suite
- Zimbra (Telligent)